# Air Pacah
Air Pacah is een bestuurslaag in het regentschap Padang van de provincie West-Sumatra, Indonesië. Air Pacah telt 8574 inwoners (volkstelling 2010).